# U-956
| U-956                                                                                    | U-956 | U-956 |
| ---------------------------------------------------------------------------------------- | --- | --- |
|                                                                                          | | |
|                                                                                          | | |
| Зображення підводного човна підтипу VIIC                                                 | | |
| Верф                                                                                     | Blohm + Voss, Гамбург | Blohm + Voss, Гамбург |
| Під прапором                                                                             | Третій Рейх | Третій Рейх |
| Належність                                                                               | Крігсмаріне | Крігсмаріне |
| Порт приписки                                                                            | Кіль Тронгейм Берген Нарвік | Кіль Тронгейм Берген Нарвік |
| Замовлення                                                                               | 10 квітня 1941 | 10 квітня 1941 |
| Закладений                                                                               | 20 лютого 1942 | 20 лютого 1942 |
| Спуск на воду                                                                            | 14 листопада 1942 | 14 листопада 1942 |
| Введений до складу флоту                                                                 | 6 січня 1943 | 6 січня 1943 |
| На службі                                                                                | 1943—1945 | 1943—1945 |
| Сучасний статус                                                                          | 13 травня 1945 року капітулював у Лох-Еріболл | 13 травня 1945 року капітулював у Лох-Еріболл |
| Бойовий досвід                                                                           | Друга світова війна Кампанія в Арктиці | Друга світова війна Кампанія в Арктиці |
| Проєкт                                                                                   | | |
| Тип ПЧ                                                                                   | середній торпедний ДПЧ | середній торпедний ДПЧ |
| Вартість                                                                                 | 4 714 000 ℛℳ | 4 714 000 ℛℳ |
| Основні характеристики                                                                   | | |
| Швидкість (надводна)                                                                     | 17,9 вузлів | 17,9 вузлів |
| Швидкість (підводна)                                                                     | 8 вузлів | 8 вузлів |
| Робоча глибина занурення                                                                 | 100 м | 100 м |
| Гранична глибина занурення                                                               | 220 м | 220 м |
| Дальність плавання                                                                       | 8500 морських миль (15 700 км) на швидкості 10 вузлів (у надводному положенні) 80 морських миль (150 км) на швидкості 4 вузли (в підводному положенні) | 8500 морських миль (15 700 км) на швидкості 10 вузлів (у надводному положенні) 80 морських миль (150 км) на швидкості 4 вузли (в підводному положенні) |
| Автономність плавання                                                                    | 135—174 км на швидкості 4 вузли (в підводному положенні) 11 470 км на швидкості 10 вузлів (у надводному положенні)                                     | 135—174 км на швидкості 4 вузли (в підводному положенні) 11 470 км на швидкості 10 вузлів (у надводному положенні)                                     |
| Екіпаж                                                                                   | 44-60 осіб | 44-60 осіб |
| Розміри                                                                                  | | |
| Довжина найбільша (по КВЛ)                                                               | 67,1 м | 67,1 м |
| Ширина корпусу найб.                                                                     | 6,2 м | 6,2 м |
| Висота                                                                                   | 9,6 м | 9,6 м |
| Середня осадка (по КВЛ)                                                                  | 4,74 м | 4,74 м |
| Водотоннажність надводна                                                                 | 769 т | 769 т |
| Водотоннажність підводна                                                                 | 871 т | 871 т |
| Силова установка                                                                         | | |
| дизель-електрична; 2 дизельних двигуни MAN M 6 V 40/46, 2 електродвигуни BBC GG UB 720/8 | | |
| Гвинти                                                                                   | 2 | 2 |
| Потужність                                                                               | 2 × 2100—2310 к.с. (дизелі) 2 × 750 к.с. (електродвигуни)                                                                                              | 2 × 2100—2310 к.с. (дизелі) 2 × 750 к.с. (електродвигуни)                                                                                              |
| Озброєння                                                                                | | |
| Артилерія                                                                                | 1 × 88-мм палубна гармата SK C/35 | 1 × 88-мм палубна гармата SK C/35 |
| Торпедно- мінне озброєння                                                                | 4 носових і один кормовий ТА 14 торпед або 26 мін TMA                                                                                                  | 4 носових і один кормовий ТА 14 торпед або 26 мін TMA                                                                                                  |
| ППО                                                                                      | 1 × 37-мм зенітна гармата Flak M42 2 × 20-мм зенітні гармати FlaK 30                                                                                   | 1 × 37-мм зенітна гармата Flak M42 2 × 20-мм зенітні гармати FlaK 30                                                                                   |

U-956 — німецький середній підводний човен типу VIIC/41, що входив до складу Військово-морських сил Третього Рейху за часів Другої світової війни. Закладений 25 листопада 1942 року на верфі № 195 компанії Blohm + Voss у Гамбурзі, спущений на воду 22 липня 1943 року. 16 вересня 1943 року корабель увійшов до складу 5-ї навчальної флотилії ПЧ ВМС нацистської Німеччини. Єдиним командиром човна був капітан-лейтенант Ганс-Дітер Мос, кавалер Німецького хреста в золоті.

## Історія служби
U-956 належав до німецьких підводних човнів типу VIIC, найчисельнішого типу субмарин Третього Рейху, яких було випущено 703 одиниці. Службу розпочав у складі 5-ї навчальної флотилії ПЧ, з 1 липня 1943 року переведений до бойового складу 1-ї флотилії ПЧ, 1 січня 1944 року переданий до 11-ї флотилії ПЧ, а 1 жовтня 1944 року — до складу 13-ї флотилії ПЧ Крігсмаріне. У період з 18 серпня 1943 до 13 травня 1945 року U-956 здійснив тринадцять бойових походів в Атлантичний океан, провівши 316 діб у морі. Під час бойових дій, діючи переважно в арктичних водах потопив 1 військовий корабель (1 190 тонн) та спричинив одному судну невиправних пошкоджень (7 176 GRT).
Після капітуляції нацистської Німеччини у Другій світовій війні, 13 травня 1945 року U-956 здався британцям у Лох-Еріболл у Шотландії. 29 травня німецький човен був переведений до Лісагаллі, звідси до Лох-Раян. 17 грудня 1945 року затоплений вогнем корабельних гармат британського флоту в операції «Дедлайт».

## Перелік затоплених U-956 суден у бойових походах
| №                                                                 | Дата           | Командир ПЧ          | Назва        | Тип                   | Належність | Водотоннажність (брт) | Вантаж                                                                      | Конвой       | Результат та координати                                                         | Наслідки атаки для екіпажу      | Прим.                                |
| ----------------------------------------------------------------- | -------------- | -------------------- | ------------ | --------------------- | ---------- | --------------------- | --------------------------------------------------------------------------- | ------------ | ------------------------------------------------------------------------------- | ------------------------------- | ------------------------------------ |
| Дванадцятий похід (11.12.1944—20.01.1945, 41 доба; Нарвік—Нарвік) |                |                      |              |                       |            |                       |                                                                             |              |                                                                                 |                                 |                                      |
| 1                                                                 | 30 грудня 1944 | Oblt. Ганс-Дітер Мос | «Тбілісі»    | суховантажне судно    | СРСР       | 7 176                 | Військові матеріали, включаючи продовольство, сіно, мазут і бензин у бочках | Конвой КП-24 | тотально зруйновано 69°56′ пн. ш. 32°29′ сх. д. / 69.933° пн. ш. 32.483° сх. д. | 186 (47 загинули та 139 вижили) | судно класу «Ліберті»                |
| 2                                                                 | 16 січня 1945  | Oblt. Ганс-Дітер Мос | «Деятельний» | ескадрений міноносець | СРСР       | 1 190                 |                                                                             | Конвой КБ-1  | потоплений 69°04′ пн. ш. 36°10′ сх. д. / 69.067° пн. ш. 36.167° сх. д.          | 124 (117 загинули та 7 вижили)  | ескадрений міноносець типу «Клемсон» |